# Vaktpostene
Vaktpostene è un film del 1965, diretto da Arne Skouen. 

## Trama
Arild, un militare, sta viaggiando su un treno la cui corsa viene arrestata dall'azionamento del freno di emergenza da parte di un passeggero, impressionato dalle manifestazioni violente della crisi che una giovane ragazza sta attraversando. Il soldato si ritrova in una casa di campagna dove abitano diversi bambini sofferenti di disagio psichico, accuditi da Haraldsen, veterano decorato in guerra, e dalla moglie Hanne.
Arild finisce per trattenersi a lungo nella casa, ben oltre il termine della licenza militare assegnatagli. Egli stringe in particolare un rapporto con la quattordicenne Bene, di cui fa la conoscenza mentre la ragazza sta suonando un preludio di Chopin su un pianoforte i cui tasti, difettosi, non emettono alcun suono, e che, più avanti, sarà responsabile di un tentato omicidio.
Carl, un commilitone ed amico di Arild, dopo qualche tempo si presenta per arrestarlo e riportarlo in caserma, accusato di diserzione. Il processo termina con la condanna di Arild ad una pena detentiva, scontata la quale egli fa ritorno alla casa. 